# Mount White (Antarktika)
Mount White ist ein 3470 m hoher und massiger Berg in der antarktischen Ross Dependency. Er ragt als höchste Erhebung der Supporters Range rund 4 km nordnordwestlich des Mount Henry Lucy auf. 
Die Südgruppe der Nimrod-Expedition (1907–1909) unter der Leitung des britischen Polarforschers Ernest Shackleton entdeckte ihn. Benannt ist er angeblich nach einem Sekretär der Expedition.